# Сухо-Чемровська сільська рада
Су́хо-Чемро́вська сільська рада (рос. Сухо-Чемровский сельский совет) — сільське поселення у складі Цілинного району Алтайського краю Росії.
Адміністративний центр — село Суха Чемровка.

## Населення
Населення — 800 осіб (2019; 840 в 2010, 1074 у 2002).

## Склад
До складу сільської ради входять:
| Населений пункт     | Населення, осіб (2002) | Населення, осіб (2010) |
| ------------------- | ---------------------- | ---------------------- |
| Свірчково, село     | 350                    | 274                    |
| Суха Чемровка, село | 724                    | 566                    |